# Memoirs
Memoirs è il quarto album dei The 3rd and the Mortal, pubblicato nel 2002.
Da questo album il gruppo dismette l'uso del numero 3 nel proprio nome, diventando così The Third and the Mortal.
In questo album il gruppo non ha un o una cantante ufficiale. Le parti vocali femminili vengono interpretate da Kirsti Huke mentre quelle maschili (novità per il gruppo) sono cantate da Andreas Elvenes.
I brani che compongono il lavoro sono per la maggior parte materiale di repertorio mai pubblicato, composto in periodi anche molto lontani tra loro.

## Tracce
1. Zeppoliner – 5:44
2. Good Evening Mr. Q – 5:22
3. The City – 6:00
4. Reflections – 4:43
5. Thin Dark Line – 6:40
6. Fools Like Us – 4:25
7. Those of My Kind – 5:37
8. Simple Mind – 6:52
9. Spider – 5:05

## Formazione
- Rune Hoemsnes - batteria, percussioni
- Finn Olav Holthe - chitarra, tastiere, campionatore
- Geir Nilsen - chitarra, tastiere
- Trond Engum - chitarra

### Ospiti
- Kirsti Huke - voce
- Andreas Elvenes - voce
- Calvin Ray Stiggers
- Ingrid Tolstad
- Sander Stedenfeldt Olsen
- Øyvind Brandtsegg
- Lars Rudolv Wasgaier Lien
- Frank Stavem
- Don Tomasso
- Bernt Rundberget
- Erlend Smalas
- Jon Anders Lied
- Anders Hammer Strømman
- Bjarne Lestra
- Snorre Ruch
- Hakon E. Aune

## Curiosità
- Il brano Simple Mind inizia con un campionamento tratto dal film Hardware: metallo letale che recita "Where's the little man?"